# Аеропорт Мюнхен-Термінал (станція)
48°21′13″ пн. ш. 11°47′09″ сх. д. / 48.353739° пн. ш. 11.785841° сх. д.
Аеропорт Мюнхен-Термінал (нім. Bahnhof München Flughafen Terminal) — кінцева станція міської залізниці Мюнхена в аеропорту Мюнхена в кінці залізниці Мюнхен-Східний — Мюнхен-Аеропорт. 
З'єднується з містом лініями S1 та S8. Поїздка займає приблизно 45 хвилин до станції Мюнхен-Маринплац у центрі міста.
Станція аеропорту Мюнхена розташована в тунелі просто під центральною зоною між двома пасажирськими терміналами. 

Друга станція Аеропорт Мюнхен-Безугерпарке розташована в районі, де розташовані вантажні та технічні зони, довготермінове паркування, адміністративні будівлі та Парк відвідувачів, від якого станція отримала свою назву. 

## Послуги
Станцію термінала аеропорту Мюнхена обслуговують регіональні служби та міська залізниця:

### Регіональні служби
| Лінія | Маршрут                                                                                               | Інтервал | Оператор    |
| ----- | --- | -------- | ----------- |
| RE 22 | Експрес Національного аеропорту: Аеропорт Мюнхен-Термінал – Фрайзінг – Ландсгут – Регенсбург-Головний | щогодини | DB Regio AG |

### S-Bahn
| Лінія | Маршрут | Інтервал     | Оператор    |
| ----- | --- | ------------ | ----------- |
| S1    | Аеропорт Мюнхен-Термінал – Нойфарн – Мюнхен-Моозах – Мюнхен-Гаккербрюке – Мюнхен-Головний – Мюнхен-Східний – Мюнхен-Лойхтенбергрінг    | що 20 хвилин | DB Regio AG |
| S8    | Аеропорт Мюнхен-Термінал – Ісманінг – Мюнхен-Східний – Мюнхен-Головний – Мюнхен-Гаккербрюке – Мюнхен-Пазінг – Мюнхен-Фрайгам – Гершинг | що 20 хвилин | DB Regio AG |

### Автобусні послуги
| Line | Route                                                                                            |
| ---- | ------------------------------------------------------------------------------------------------ |
| 512  | Аеропорт Мюнхен-Термінал – Швайг – Обердінг – Ердінг – Обердінг – Аеропорт Мюнхен-Термінал       |
| 635  | Аеропорт Мюнхен-Термінал – Аеропорт Мюнхен-Безугерпарке – П41/Нофотель – Леттер-Центр – Фрайзінг |